# Conus estivali
Conus estivali é uma espécie de gastrópode do gênero Conus, pertencente à família Conidae.